# Ищеева, Елена Вячеславовна
Еле́на Вячесла́вовна Ище́ева (род. 24 ноября 1973, Жуковский, Московская область) — российская теле- и радиоведущая, журналистка и предприниматель.

## Биография
Родилась 24 ноября 1973 года в городе Жуковский.
В шесть лет стала заниматься художественной гимнастикой. Когда ей было 14 лет, семья переехала в Москву. В 1988 году она стала мастером спорта СССР. В 14 лет начала выступать в рок-балете.
После школы она за компанию с подругой поступила на вечернее отделение факультета журналистики МГУ, и начала работать курьером в Главной редакции литературно-драматического вещания Всесоюзного радио Гостелерадио СССР. Через два года стала корреспондентом радиостанции «Смена», потом — ведущей передачи: «Спорт-шоу Елены Ищеевой» на «Радио-1».
В 1996 году окончила университет с красным дипломом и начала работать на ОРТ. Она работала корреспондентом телеканала «Доброе утро», вела репортажи, ездила в командировки в Японию, Швейцарию, на Северный полюс, на космодром Плесецк. Затем являлась ведущей дневной программы «Добрый день» на том же телеканале.
С 3 декабря 2001 по лето 2004 года вела ток-шоу «Принцип домино» на НТВ, вместе с Еленой Хангой. В эфир вышло больше 700 выпусков. Популярное шоу Ищеева покинула из-за конфликта с Хангой, возникшего на почве «желтизны» выпускаемого контента. «Мне не хотелось „желтеть“, а мы в эту бездну просто скатывались. Психологически работать было очень сложно, даже выбор тем под эфир доводил нас до ссоры. Внутренние разногласия переросли в страшный конфликт, и мы работали в программе, ненавидя друг друга. На экране улыбались, а в жизни даже не здоровались», — пояснила Ищеева в интервью газете «Гудок». Последний эфир передачи с её участием состоялся в самом начале июля 2004 года.
Четыре года была лицом компании Garnier, и рекламировала краску для волос.
В 2005—2007 годах она работала на телеканале «Домашний», где вела утреннюю передачу, затем — программу «Второе дыхание».
В 2007 году вышла её книга-автобиография «Жизнь на грани ТВ».

## Предпринимательская деятельность
С 2008 года — совладелец, член совета директоров информационного интернет-портала «Банки.ру», куда входит также ресурс Finparty.ru, освещающий неформальную и ночную жизнь финансовой элиты. Ищеева возглавляет телевизионный проект «Банки-ТВ» и оргкомитет премии «Банк года».
C 2015 года — руководитель портала Finparty.ru.
В 2020 году семья продала свою долю в Банки.ру и Finparty и покинула бизнес.
В 2021 году возглавила сайт MedAdvisor.ru, главным сервисом которого является поиск по медицинским программам для частных клиентов.
С 2022 года входит в совет директоров ICM Glass (Калуга), крупнейшего в Европе завода по производству пеностекольного щебня, который её семья выкупила у корпорации «Роснано».

## Семья
- Дедушки были полковниками военно-воздушных сил, а дед Николай Горяйнов — Героем Советского Союза.
- Мать — Ищеева Ирина Николаевна — окончила Полиграфический институт.
- Отец — Ищеев Вячеслав Михайлович (род. 3 октября 1948) — закончил МАИ.
- Муж — Ильин-Адаев Филипп Олегович (род. 26 июля 1973[14]) — предприниматель с 1996 года.
- Сын — Данила (род. 1999) — увлекается интернет-играми.
- Дочь — Агата (род. 2008)[15][16][17][18].

## Общественная позиция
В 2023 году поддержала российское нападение на Украину, осудила эмигрировавших из России после вторжения, назвав их «пеной» и «шелупонью»

## Книга
- 2007 — «Жизнь на грани ТВ» Издательство: Эксмо — ISBN 978-5-699-24414-0